# Maurice White
Maurice White (Memphis, 19 de desembre de 1941-Los Angeles, 4 de febrer de 2016) va ser un cantant, compositor i productor musical estatunidenc, conegut principalment per ser fundador del grup Earth, Wind & Fire. Era també el germà gran de Verdine White, membre del grup en l'actualitat, i de Fred White, antic membre. Maurice va treballar com el compositor principal de la banda i com el seu productor, i era cantant al costat de Philip Bailey. White va ser candidat a 20 Grammys,dels quals va guanyar set.
White va ingressar en el Saló de la Fama del Rock i en el Vocal Group Hall of Fame com a membre d'Earth, Wind & Fire, i individualment va entrar en el Saló de la Fama dels Compositors. També conegut pel seu sobrenom Reese, va treballar amb diversos artistes famosos com Deniece Williams, The Emotions, Barbra Streisand i Neil Diamond.
Se li va diagnosticar Parkinson a finals dels anys vuitanta, la qual cosa li va portar a deixar d'actuar en els concerts d'Earth, Wind & Fire el 1994. Així i tot, White va mantenir el control executiu del grup, i va romandre actiu en el negoci de la música.
White va morir, a causa de les conseqüències de la malaltia de Parkinson, mentre dormia a la seva casa de Los Angeles, el 4 de febrer de 2016 als 74 anys.
Premis Grammy individuals (4 candidatures)
| Any  | Nominat                       | Premi                                                  | Resultat  |
| ---- | ----------------------------- | ------------------------------------------------------ | --------- |
| 1976 | "Earth, Wind & Fire"          | Best Instrumental Composition                          | Finalista |
| 1978 | "Got to Get You into My Life" | Best Instrumental Arrangement Accompanying Vocalist(s) | Guanyador |
| 1978 | "Fantasy"                     | Best R&B Song                                          | Finalista |
| 1979 | "Maurice White"               | Producer of the Year                                   | Finalista |